# Bagrowo
Bagrowo – osada w Polsce położona w województwie wielkopolskim, w powiecie średzkim, w gminie Dominowo.
Wieś była kiedyś własnością rodziny Bagrowskich herbu Celma.
W latach 1975–1998 miejscowość administracyjnie należała do województwa poznańskiego.
We wsi znajduje się drewniany kościół filialny (parafia Mączniki) pw. św. Katarzyny, zbudowany w 1751 z fundacji franciszkanów, konsekrowany rok później (napis nad drzwiami zakrystii). Kościół jest jednonawowy, z wieżą od frontu. 